# Adventures of Lolo 3
 (août 2024).
Si vous disposez d'ouvrages ou d'articles de référence ou si vous connaissez des sites web de qualité traitant du thème abordé ici, merci de compléter l'article en donnant les références utiles à sa vérifiabilité et en les liant à la section « Notes et références ».
Adventures of Lolo 3, ou Adventures of Lolo II au Japon, est un jeu vidéo de réflexion sorti en 1990 au Japon, en 1991 aux États-Unis et en 1992 en France sur Family Computer (ou Nintendo). Le jeu a été développé et édité par HAL Laboratory.

## Histoire
Bien après la défaite de Great Devil, l'un de ses descendants décide de se venger en transformant tous les habitants du monde, sauf Lolo, en pierre. Celui-ci devra alors battre Great Devil pour mettre fin à ce sort.

## À noter
- Ce jeu fait partie de la série Eggerland.
- La version japonaise, plus difficile que la version occidentale, contient des niveaux et des challenges différents.